# Краснопёрова, Марина Абрамовна
Марина Абрамовна Краснопёрова (Эйдель)  (20 декабря 1940, Ленинград — 30 июня 2010, Санкт-Петербург) — российский лингвист, исследователь стихотворной речи, профессор Санкт-Петербургского государственного университета. Ученица А. Н. Колмогорова и Вяч. Вс. Иванова. Разработчик теории реконструктивного моделирования стихосложения.

## Биография
Родилась в Ленинграде 20 декабря 1940 г.
Отец - Абрам Маркович Эйдель, заместитель начальника Тырныаузского вольфрамо-молибденового комбината, руководитель восстановительных работ на комбинате в 1943-45 годах. Мать – Галина Владимировна Краснопёрова, инженер. Прадед – земский статистик, историк, этнограф, мемуарист Иван Маркович Краснопёров.
В годы войны находилась в эвакуации, сначала на Северном Кавказе, потом в Средней Азии. В 1958 г. поступила в Ленинградский государственный университет на только что открывшееся в то время по инициативе профессора Л. Р. Зиндера отделение математической лингвистики.
Диплом писала под руководством выдающегося математика академика Колмогорова. По окончании университета училась в аспирантуре Института славяноведения и балканистики академии наук СССР.

### Научная деятельность
Научные интересы М. А. Краснопёровой сформировались в 1960-е гг., когда был возрожден интерес к точным методам в филологии и лингвистике, возникла новая дисциплина «математическая лингвистика», активизировались работы в сфере искусственного интеллекта и психологии творчества. Благодаря группе академика А. Н. Колмогорова, куда вместе с Краснопёровой входили М. Л. Гаспаров, А. В. Прохоров,  Н. Д.Солженицына (Светлова) и др., был возрожден интерес к достижениям филологов-формалистов. Отталкиваясь от работ Андрея Белого, Бориса Томашевского и Юрия Тынянова, Краснопёрова пришла к проблематике изучения ритмики стихотворных текстов. Однако ритмика стиха была для неё скорее не объектом, а инструментом исследования, по-настоящему её всегда интересовали глубинные процессы, происходящие в мозгу человека и участвующие в процессе порождения и восприятия поэтического текста. Постичь эти процессы она стремилась через анализ ритмообразующих структур стиха.
С 1963 года до конца дней работала в НИИ математики и механики Ленинградского (Санкт-Петербургского) университета в Лаборатории математической лингвистики, которая затем была преобразована в лабораторию интеллектуальных систем. С 2000 г. возглавила эту лабораторию. Много лет М.А. Краснопёрова преподавала на кафедре математической лингвистики филологического факультета ЛГУ (СПБГУ).
В 1981 г. М. А Краснопёрова защитила кандидатскую диссертацию по теме «Модель восприятия и порождения ритмической структуры стихотворного текста».
Ей принадлежат первые опыты применения компьютера в стиховедении. Марина Абрамовна разработала принципиально новую теорию, основанную на применении точных методов исследования стиха – реконструктивное моделирования стихосложения (РМ).
Этой теории была посвящена её докторская диссертация «Реконструктивное моделирование стихосложения на материале ритмики русского стиха», 1992 г.
В этой диссертации, а также монографии «Основы реконструктивного моделирования стихосложения» (2000 г.) представлен научный аппарат, использующий различные семиотические и вероятностно-статистические модели изучения ритмики стихотворного текста. Несмотря на определённую связь традиции русского стиховедения и общей тенденции современной когнитивной поэтики, теории РМ представляют собой направление, не имеющее аналогов в российской и зарубежной науке.
Мария Абрамовна скоропостижно скончалась в результате инсульта 30 июня 2010 года. Созданная ей теория и аппарат РМ продолжают развиваться в работах её учеников. Ученики М. А. Краснопёровой:  Е. В. Казарцев, В. Ф. Каюмова, Т. Б. Воеводская (Шлюшенкова), А. С. Мухин, Н. А. Боголюбова.

## Основные публикации
- Краснопёрова М. А. Модели лингвистической поэтики. Ритмика: Учеб. пособие / ЛГУ. - Л.: ЛГУ, 1989. 86 с. - Библиогр. с. 84–85.
- Краснопёрова М. А. Реконструктивное моделирование стихосложения на материале ритмики русского стиха: Автореф. дис. на соиск. учен. степ. д.филол.н.: Спец. 10.02.19 / С.-Петербург. гос. ун-т. - СПб, 1992. 32 с. Библиогр. с. 30–32.
- Краснопёрова М. А. Основы реконструктивного моделирования стихосложения: на материале ритмики рус. стиха. С.-Петерб. гос. ун-т. - СПб.: Изд-во С.-Петерб. ун-та, 2000. - 237 с. Библиогр.: с. 217–227. - Терминол. указ.: с. 228–237
- Краснопёрова М. А. Основы сравнительного статистического анализа ритмики прозы и стиха: учебное пособие. С.-Петерб. гос. ун-т. СПб.: Изд-во С.-Петербургского университета, 2004. 150 с. Библиогр.: с. 130–131.